# مارکوس فیشر
مارکوس فیشر (انگلیسی: Marcus Fischer؛ زادهٔ ۸ دسامبر ۱۹۸۰) بازیکن فوتبال اهل آلمان است.
از باشگاه‌هایی که در آن بازی کرده‌است می‌توان به باشگاه فوتبال بوخوم اشاره کرد.